# Arenys de Munt
Arenys de Munt (Catalansk udtale: [əˈɾɛɲz ðə ˈmun]) er en by og kommune i Catalonien i det nordøstlige Spanien.
Arenys de Munt ligger ca. 4 km fra Middelhavets kyst ca. 45 km nordøst for Barcelona. Kommunen dækker et areal på 21 km2
og har 9.458 (2024) indbyggere. Den ligger i comarcaet Maresme i provinsen Barcelona. Byen er kendt for sin prduktion af jordbær, kirsebær og likører.